# عدشیت الشقیف
عدشیت الشقیف (به عربی: عدشيت الشقيف) یک منطقهٔ مسکونی در لبنان است که در شهرستان نبطیه واقع شده‌است.